# Jorge D'Orival
Jorge Humberto D'Orival Briceño (Santiago, 6 de junio de 1948) fue un egresado de medicina Veterinaria de la Universidad de Chile, militante del Movimiento de Izquierda Revolucionaria, detenido por agentes de la DINA el 31 de octubre de 1974. Tenía 26 años a la fecha de la detención, es uno de los detenidos desaparecidos de la dictadura militar en Chile. Su nombre apareció en el listado de los 119, fue parte de la Operación Colombo.  

## Egresado de Veterinaria detenido por la DINA
Jorge D’Orival, egresado de medicina Veterinaria de la Universidad de Chile, militante del Movimiento de Izquierda Revolucionaria, fue detenido el 31 de octubre de 1974, por agentes de la Dirección de Inteligencia Nacional (DINA). Estos se presentaron en el domicilio de Jorge D'Orival Briceño, en Conchalí, individuos de civil, armados con ametralladoras y que manifestaron verbalmente pertenecer a la Dirección de Inteligencia Nacional (DINA). Los sujetos se movilizaban en 2 vehículos, una camioneta marca Ford, y otra, marca Chevrolet. Luego se reconocería a uno de los autores directos de la detención como Osvaldo Romo, alias "el Guatón Romo", que oficiaba como jefe del grupo. 
Luego de unos días, el 4 de noviembre, se hicieron presentes en el domicilio de los padres de Jorge D’Orival en la comuna de San Miguel, un grupo de aproximadamente ocho individuos de civil, dirigidos por un sujeto grande, a quien más tarde identificarían como Osvaldo Romo Mena. Los agentes consultaron a los dueños de casa si querían ver a su hijo Jorge, y ante su respuesta afirmativa, hicieron salir a la calle sólo a su madre. La testigo relataría que había 2 camionetas estacionadas, dentro de una de las cuales y en medio de varios civiles, se encontraba su hijo, en un estado tan lamentable que casi no era capaz de modular. Jorge D'Orival le tomó las manos a su madre, le señaló que aquellos hombres "eran sus amigos" y le preguntó por su hermano Agustín, quien no se encontraba en el hogar. Esa noche se quedaron dos civiles en el domicilio; al día siguiente se turnaron y hubo cuatro durante el día, sin permitir a los moradores salir del lugar.

## Proceso judicial en dictadura
El 4 de noviembre de 1974, Antonieta Rubio Aranda, presentó un recurso de amparo en favor del Jorge D’Orival, ante la Corte de Apelaciones de Santiago, rol 1351. La recurrente puso en conocimiento de la Corte el hecho de que el 4 de noviembre de 1974, el afectado, en muy malas condiciones físicas, fue llevado hasta el domicilio de sus padres, por los mismos sujetos de civil que habían practicado su detención tres días atrás. El 25 de abril de 1975, la Corte de Apelaciones, teniendo presente que de los informes recibidos de las autoridades competentes no aparece que el amparado se encuentre privado de libertad, declaró sin lugar el recurso. El 11° Juzgado del Crimen de Santiago, ordenó instruir sumario, por presunta desgracia. Se presentó querella criminal, por el delito de secuestro en contra de Osvaldo Romo y demás agentes de la DINA que procedieron a detener a Jorge D'Orival Briceño. A pesar de toda la documentación presentada el tribunal no hizo nada por investigar este caso.

## Operación Colombo
El nombre del Jorge D’Orival figura en una lista de 59 chilenos, miembros del Movimiento de Izquierda Revolucionaria (MIR), dados por muertos, heridos o evadidos en acciones guerrilleras con fuerzas policiales argentinas, acaecidas en la localidad de Salta, y publicada en el diario O'Día, de Curitiba, Brasil. Esta nómina, unida a otra en la que figuran los nombres de 60 chilenos supuestamente muertos "por sus compañeros de lucha", fue publicada en la Revista "Lea" de Buenos Aires, da un total de 119 personas. Ambas publicaciones fueron un montaje, los nombres que componían esta lista, corresponden todos a personas que fueron detenidas por la dictadura y que continúan desaparecidas. Jorge D’Orival fue parte del listado de 119 chilenos que son parte del montaje comunicacional denominado Operación Colombo.

## Informe Rettig
Familiares de  Jorge D’Orival presentaron su caso ante la Comisión Rettig, Comisión de Verdad que tuvo la misión de calificar casos de detenidos desaparecidos y ejecutados durante la dictadura. Sobre el caso de  Jorge D’Orival, el Informe Rettig señaló que:

“El día 31 de octubre fue detenido en su domicilio de la comuna de Conchalí, también por la DINA, Jorge Humberto D'ORIVAL BRICEÑO, militante del MIR que se vinculaba políticamente con Marcelo Eduardo Salinas.

Hay testigos que dan cuenta de la permanencia del matrimonio Salinas-Drouilly en el recinto de Villa Grimaldi.  Jacqueline Drouilly habría pasado también por José Domingo Cañas. Los tres detenidos fueron vistos por última vez en Cuatro Alamos desde donde desaparecieron en poder de la DINA.

La Comisión está convencida de que la desaparición de estas tres personas fue obra de agentes del Estado, quienes violaron así sus derechos humanos”.

## Proceso judicial en democracia
El caso de Jorge D’Orival fue investigado por ministro de la Corte de Apelaciones de Santiago, Alejandro Solís. El 22 de octubre del 2007 el magistrado dictó sentencia de primera instancia, en la que condenó por el delito de secuestro calificado de  Jorge D’Orival, a los exagentes de la DINA: 
- Manuel Contreras Sepúlveda: 15 años de prisión.
- Francisco Ferrer Lima: 10 años y un día de prisión
- Marcelo Moren Brito: 10 años y un día de prisión
- Miguel Krassnoff Martchentko: 10 años y un día de prisión.

Todos ellos condenados  sin beneficios, como autores del delito de secuestro calificado.
- Orlando Manzo Durán: 5 años de prisión por su responsabilidad como cómplice. Se concedió el beneficio de la libertad vigilada.
- Basclay Zapata Reyes: 5 años de prisión por su responsabilidad como cómplice. Se concedió el beneficio de la libertad vigilada.
- César Manríquez Bravo: absuelto por falta de participación.[3]

En la etapa de investigación, el magistrado logró establecer la siguiente secuencia de hechos: 

“a) El centro de detención clandestino  de  la Dirección de  Inteligencia Nacional (DINA) llamado “José Domingo Cañas” o “Cuartel Ollagûe”, ubicado en calle José Domingo Cañas N° 1367 de la comuna de Ñuñoa, estaba conformado por una casa  de un piso, con jardín en la entrada y rodeada de una reja; en el costado derecho había un garaje, en que eran recibidas las personas detenidas; en el interior había un patio por el cual era posible comunicarse con el edificio contiguo de tres pisos. Fue empleado como recinto, secreto, de detención y de torturas de la DINA, aproximadamente entre Agosto y Noviembre de 1974 y fue un local de transición, usado desde el fin del funcionamiento del recinto de “Londres Nº38” y hasta comienzos de la instalación del cuartel, secreto, de “Villa Grimaldi”. En “José Domingo Cañas”,  se mantuvo una  gran cantidad de detenidos, a  quienes se interrogaba y torturaba; durante toda su permanencia en el recinto los detenidos estaban vendados, amarrados o encadenados, privados de alimentos, de agua y de sueño. Se les  mantenía en una pieza común, relativamente amplia, o en un lugar, de castigo, llamado “el hoyo”,al parecer se trataba de una despensa, sin ventanas ni ventilación, de aproximadamente 1 x 2 metros, donde se llegó a tener, simultáneamente, hasta más de diez detenidos en condiciones de extremo hacinamiento y falta de aire y movimiento. El tiempo de permanencia en este lugar era variable, podía ser de días, semanas o meses. Entre las torturas que se mencionan por los detenidos en este recinto se describen golpes de puños y pies en todo el cuerpo, así como con laques o “tontos de goma” y culatazos, descargas eléctricas, vejaciones sexuales, simulacros de fusilamientos, el submarino “húmedo” y “seco”, quemaduras, la introducción de objetos por el ano, colgamientos y torturas psicológicas; además,  eran obligados a presenciar las torturas de otros detenidos,
b)“Cuatro Álamos” era un recinto de detención administrado exclusivamente por la DINA; al lugar llegaban algunos detenidos luego de su aprehensión, pero lo común era que fueran enviados allí luego de haber sido mantenidos en otro recinto secreto de detención y tortura, como el de “José Domingo Cañas”.Los prisioneros que permanecían en “Cuatro Álamos” podían ser vueltos a llevar a los centros secretos de detención y tortura o podían ser sacados de allí para acompañar a los agentes de la DINA a practicar detenciones. En ese estado de espera o “disponibilidad” esos detenidos podían pasar largo tiempo. También podía el detenido ser sacado de Cuatro Álamos y “desaparecer”. 
c) El día 31 de Octubre de 1974 desde el domicilio de los padres de su conviviente, Antonieta de la Luz Rubio Aranda, ubicado en la comuna de San Miguel, y en presencia de ésta y de algunos familiares, fue detenido Jorge Humberto D`Orival Briceño, de 26 años, militante del MIR, egresado de Medicina Veterinaria, por agentes de la DINA, quienes se movilizaban en dos vehículos;  una camioneta “Ford”,  año 1958, de color gris y  otra marca “Chevrolet”, color rojo con toldo color verde oliva; ingresaron al inmueble, sin portar orden judicial o administrativa alguna, esposaron a la víctima y la subieron a uno de los vehículos, en que esperaba Marcelo Salinas Entel, actualmente detenido desaparecido; fue trasladado a diferentes centros de detención donde fue visto por muchos testigos, entre ellos, “José Domingo Cañas” y “Cuatro Álamos”; de este último recinto, el 20 de Noviembre, fue sacado junto a otros detenidos, con destino desconocido, desapareciendo, sin que a la fecha se haya vuelto a tener noticia alguna de su paradero, sin registrar entradas o salidas del país, sin que conste, tampoco su defunción. 

Se enmarcan estos hechos dentro de un patrón similar a los ocurridos durante aquella época que se iniciaban mediante el seguimiento y vigilancia de la víctima hasta terminar en un secuestro violento”.

La Corte de Apelaciones de Santiago el 27 de noviembre de 2008 confirmó las condenas a los seis exmiembros de la Dirección de Inteligencia Nacional (DINA) por el secuestro calificado de Jorge D’Orival, por las que fueron condenados en primera instancia por el magistrado Alejandro Solís.
En sentencia definitiva el 20 de julio de 2009 la Sala Penal de la Corte Suprema dictó sentencia en la investigación por el secuestro calificado de Jorge D’Orival Briceño que formó parte de la investigación denominada “Episodio José Domingo Cañas”. En fallo dividido la Sala Penal que integran los ministros Jaime Rodríguez, Rubén Ballesteros, Hugo Dolmestch, Carlos Künsemüller y el abogado integrante Alberto Chaigneau, determinó las siguientes penas:
- Manuel Contreras Sepúlveda: 15 años de presidio por su responsabilidad como autor.
- Marcelo Moren Brito: 10 años y un día de presidio por su responsabilidad como autor.
- Maximiliano Ferrer Lima: 10 años y un día de presidio por su responsabilidad como autor.
- Miguel Krasnoff Martchentko: 10 años y un día de presidio por su responsabilidad como autor.
- Orlando Manzo Durán: 5 años de presidio por su responsabilidad como cómplice. Se concedió el beneficio de la libertad vigilada.
- Basclay Zapata Reyes: 5 años de presidio por su responsabilidad como cómplice. Se concedió el beneficio de la libertad vigilada.
- César Manríquez Bravo: absuelto por falta de participación.

Los ministros Rodríguez, Dolmestch, Künsemüller y el abogado integrante Chaigneau  estuvieron por aplicar las penas antes señaladas; en tanto, el ministro Ballesteros estuvo por acoger la prescripción de la acción penal.

## Una historia necesaria
Una historia necesaria es una serie chilena estrenada el 11 de septiembre de 2017 en Canal 13 Cable. En 16 episodios se relata, en testimonios de familiares, amigos o testigos, 16 casos sobre detenidos desaparecidos y las violaciones de los derechos humanos a los que fueron sometidos durante la dictadura de Augusto Pinochet. En uno de los capítulos de la serie se relata la detención del egresado de Veterinaria Jorge D’Orival.